# Proasellus bellesi
Proasellus bellesi är en kräftdjursart som beskrevs av Henry och Guy Magniez 1982. Proasellus bellesi ingår i släktet Proasellus och familjen sötvattensgråsuggor. Inga underarter finns listade i Catalogue of Life.